# Кляус, Владимир Леонидович
Влади́мир Леони́дович Кля́ус (род. 1 ноября 1962, Чита) — российский фольклорист, доктор филологических наук.

## Биография
Окончил филологический факультет Дальневосточного государственного университета (1985). По распределению в 1985—1987 годах работал в Бурятском институте общественных наук БНЦ СО АН СССР (Улан-Удэ). В 1987—1991 годах обучался в аспирантуре Института славяноведения и балканистики АН СССР; научный руководитель Ю. И. Смирнов.
В 1992—1996 годах работал на кафедре литературы Читинского государственного педагогического института им. Н. Г. Чернышевского. В 1994 году защитил кандидатскую диссертацию «Заговоры восточных и южных славян: Опыт систематизации повествовательных элементов» в диссертационном совете Института мировой литературы им. А. М. Горького РАН. В 1996—1999 годах — докторант отдела фольклора ИМЛИ РАН. В 2001 году защитил докторскую диссертацию «Сюжетика заговорно-заклинательных текстов славян и коренных народов Сибири в сравнительном (межславянском и славяно-сибирском) освещении» (научный консультант член-корреспондент РАН В. М. Гацак).
С 2002 года работает в ИМЛИ РАН (2003-2012 гг. заведующий отделом информационных технологий и источниковедения; с 2012 года — заведующий отделом фольклора). Главный редактор научного альманаха «Традиционная культура» (с 2007 года). Профессор Учебно-научного центра социальной антропологии РГГУ (с 2003 года). В 2007-2020 годы работал ведущим научным сотрудником Института мировой культуры МГУ им. М.В. Ломоносова. С 2020 года — заместитель академика-секретаря ОИФН РАН по научно-организационной работе.

## Область научных интересов
Автор более 250 научных работ, среди них 5 монографий: «Указатель сюжетов и сюжетных ситуаций заговорных текстов восточных и южных славян» (1997), «Сюжетика заговорно-заклинательных текстов славян и коренных народов Сибири (в сравнительном межславянском и славяно-сибирском освещении. К постановке проблемы» (2000), «Песенный фольклор русскоустьинцев Якутии и семейских Забайкалья: материалы к изучению бытования в иноэтническом окружении. Материалы к изучению бытования в иноэтническом окружении» (2006, в соавторстве с С. В. Супрягой), «„Русское Трёхречье“ Маньчжурии. Очерки фольклора и традиционной культуры» (2015), «Русский фольклор на сопках Маньчжурии» (2022).
Автор документальных видеофильмов «Баба Евга — укырский поп» (1998), «Сказка бабушки Агафьи» (2003), «Трёхречье… Русский мир Китая» (2016),  «Взросление в Уганде» (2021), Забайкальская казачка. Жизнь и вера» (2022) и др.
Автор-составитель "Справочно-библиографического CD "Традиционная культура старообрядцев (семейских) Забайкалья" (2001).
С 1985 года как руководитель и участник многочисленных фольклорно-этнографических экспедиций работал в Бурятии, Удмуртии, Карелии, Республике Коми, Республике Алтай, Калужской, Смоленской и Тульской областях, Забайкальском, Алтайском, Красноярском, Приморском, Хабаровском и Пермском краях, на Алтае, на Украине, в Белоруссии, Литве, Сербии, Монголии, Китае, Австралии, где были записаны многие образцы фольклорных текстов самых различных жанров русской, белорусской, удмуртской, теленгитской, бурятской, татарской, бессермянской, карельской, коми-пермяцкой, ульчской, эвенкийской, китайской, австралийской аборигенской фольклорных традиций, сделаны видеофиксации обрядов и обычаев этих народов.
В исследовательской работе применяет компьютерные технологии и методологию визуальной антропологии. 